# Dalibor Gotovac
Dalibor Gotovac (født 3. august 1979) er en dansk fodboldspiller med kroatiske aner. Han spiller lige nu for Boldklubben Frem i den danske 1. division. Gotovac kom til Danmark i 1992.